# Metil-fluorszulfonát
A metil-fluorszulfonát (vagy Oláh György elnevezése szerint mágikus metil) képlete F−SO2−OCH3. Fluorszulfonsav és dimetil-szulfát egyenlő anyagmennyiségű (ekvimoláris) keverékének desztillálásával állítják elő, és erélyes (a metil-jodidnál körülbelül négy nagyságrenddel reakcióképesebb) metilezőszerként alkalmazzák. Mivel a kísérletet végző személyt is könnyen metilezi, ezért erősen mérgező (LC50 (patkány) ~ 5 ppm), a légutakat izgatja és – feltehetően a sejtmembrán lipidjeinek metilezése révén – tüdővizenyőt okoz. Mindezek miatt számos szervezet tiltja metilezőszerként történő felhasználását.

## Fordítás
Ez a szócikk részben vagy egészben a Methyl fluorosulfonate című angol Wikipédia-szócikk ezen változatának fordításán alapul.  Az eredeti cikk szerkesztőit annak laptörténete sorolja fel. Ez a jelzés csupán a megfogalmazás eredetét és a szerzői jogokat jelzi, nem szolgál a cikkben szereplő információk forrásmegjelöléseként.